# Libovice
Obec Libovice (j. č., tedy: ta Libovice, do Libovice, v Libovici) se nachází v okrese Kladno, kraj Středočeský, rozložena nad Byseňským potokem zhruba pět kilometrů západně od Slaného a dvanáct kilometrů severozápadně od Kladna. Žije zde 385 obyvatel. V roce 2019 obec získala zlatou stuhu v krajském kole v soutěži Vesnice roku. 

## Historie
První písemná zmínka o vesnici pochází z roku 1250. Od roku 1623 vesnice patřila ke smečenskému panství.
V letech 1775–1776 bylo v okolí Kejkol severozápadně od vesnice objeveno ložisko černého uhlí, které zde po roce 1810 začal těžit František Beyer (1782–1864). Kolem jeho usedlosti a hostince postupně vznikla osada zvaná Svatý Jan. Její součástí bývala také hájovna a od roku 1866 mlýn poháněný parním strojem, který se předtím používal k čerpání důlních vod. Františkův syn Eduard Beyer (1829–1871) rodinný dvůr přestavěl na malý novogotický zámek dokončený v roce 1867. Po Eduardově smrti zámek sloužil jako letní sídlo vdovy a později se v jeho vlastnictví vystřídali Rudolfina Croyová (v letech 1912–1923) a rodina Šebestů, které patřil až do roku 1957. Od nich jej během nucené kolektivizace převzalo místní jednotné zemědělské družstvo a od roku 1962 stát. Zámek chátral a v roce 1964 byla povolena jeho demolice dokončená o tři roky později. V lesích u Kejkol byla roku 1943 zřízena vojenská střelnice využívaná i po druhé světové válce.
Těžba uhlí v okolí osady skončila přibližně v roce 1871 a přesunula se blíže k Libovici, kde bývaly doly Jiřina I. (1914–1944) a Jiřina II (1941–1966). Uhlí v dole Jiřina II. obsahovalo na jednu tunu 38–59 gramů germania, které se zde v malém množství získávalo.

### Územněsprávní začlenění
Dějiny územněsprávního začleňování zahrnují období od roku 1850 do současnosti. V chronologickém přehledu je uvedena územně administrativní příslušnost obce v roce, kdy ke změně došlo:
- 1850 země česká, kraj Praha, politický i soudní okres Slaný[6]
- 1855 země česká, kraj Praha, soudní okres Slaný[6]
- 1868 země česká, politický i soudní okres Slaný[6]
- 1939 země česká, Oberlandrat Kladno, politický i soudní okres Slaný[7]
- 1942 země česká, Oberlandrat Praha, politický i soudní okres Slaný[8]
- 1945 země česká, správní i soudní okres Slaný[9]
- 1949 Pražský kraj, okres Slaný[10]
- 1960 Středočeský kraj, okres Kladno[11]

### Rok 1932
V obci Libovice (453 obyvatel) byly v roce 1932 evidovány tyto živnosti a obchody: 2cihelny, důl Jiřina, družstvo pro rozvod elektrické energie v Libovici, holič, 3 hostince, kolář, 2 kováři, krejčí, 3 obchody s  mlékem, mlýn, pila, 5 rolníků, řezník, sadař, sedlář, 4 obchody se smíšeným zbožím, trafika, 2 zámečníci.

## Pamětihodnosti
- kaple na návsi, barokní
- kamenný pilíř s krucifixem a reliéfem Bolestné Panny Marie
- červený kříž v polích na cestě do Lotouše, na paměť zde padlého ruského důstojníka za napoleonských válek
- kaple sv. Jana Nepomuckého, z roku 1837, v lesíku na cestě do Kvílic (žlutá turistická značka). Nechal postavit František Bayer jako poděkování za zázračné zachránění svého malého syna, který spadl do studny.[5]

## Doprava
- Silniční doprava – Do obce vedou silnice III. třídy. Ve vzdálenosti 1,5 km vede silnice I/16 Řevničov – Slaný – Mělník
- Železniční doprava – Železniční trať ani stanice na území obce nejsou. Nejblíže obci je železniční stanice Slaný ve vzdálenosti 5 km ležící na trati 110 z Kralup nad Vltavou do Loun.
- Autobusová doprava – V obci zastavovaly v pracovních dnech září 2011 autobusové linky Slaný-Malíkovice-Kladno (2 spoje tam i zpět) a Slaný-Mšec-Řevničov (5 spojů tam i zpět) (dopravce ČSAD Slaný).[13]